# Tribunal Permanente dos Povos
O Tribunal Permanente dos Povos (TPP) é um tribunal de opinião internacional que julga crimes cometidos contra povos e minorias. Não possui a capacidade de realizar ações contra Estados ou chefes de governo, por isso é chamado de "Tribunal de opinião".  Suas decisões não tem efeitos legais, servindo de termômetro para a opinião pública internacional.
Foi criado em 1979 por iniciativa do senador e jurista italiano Lelio Basso, após a experiência com o Tribunal Russell, que julgou os crimes da Guerra do Vietnã e das ditaduras latino-americanas.

## Estrutura
O tribunal é composto por um presidente, quatro vice-presidentes, um secretário-geral e 66 membros internacionais, de diferentes disciplinas, como direito, economia, sociologia, artes e literatura.

## Decisões
Em 2022, condenou, o então presidente da República, Jair Bolsonaro por crimes contra a humanidade supostamente cometidos durante a pandemia de COVID-19.

O júri simbólico da condenação contra o governo Bolsonaro teve 13 especialistas, sendo quatro brasileiros, eles são: Joziléia Kaingang, geógrafa e antropóloga indígena da etnia Kaingang; Kenarik Boujikian, desembargadora aposentada do TJ-SP; Rubens Ricupero, embaixador e ex-ministro da Fazenda e do Meio Ambiente; e Vercilene Dias Kalunga, advogada quilombola, com a deputada federal Luiza Erundina (PSOL-SP) uma das vice-presidentes do TPP.